# Colangiopancreatografía retrógrada endoscópica

CPRE de un conducto biliar y pancreático anormales; se muestran cálculos de diferentes tamaños en la vesícula biliar y el conducto cístico.

El estudio diagnóstico y terapéutico del páncreas y la vía biliar (colangiopancreatografía retrógrada endoscópica), combina la endoscopia con los Rayos X para su realización; el gastroenterólogo es el especialista que suele practicarlo. Se suele abreviar CPRE o ERCP (del inglés Endoscopic Retrograde Cholangiopancreatography).

## Técnica
Se utiliza un duodenoscopio, que es un endoscopio de una longitud mayor a la del gastroscopio (que se usa para la esofagogastroduodenoscopia) que además tiene visión lateral (la mayoría de endoscopios tiene visión frontal). La visión lateral permite la localización de la papila mayor o ampolla de Vater y de la papila menor o accesoria, ambas se encuentran en la segunda porción de duodeno.
Usualmente es la ampolla de Vater el punto de interés, ya que es a través de esta drena tanto la vía biliar como el conducto pancreático principal. La papila menor solo es de interés en el estudio de una anomalía congénita llamada páncreas divisum.
Al canular el ámpula de Vater se puede inyectar medio de contraste y es allí cuando entran a funcionar los Rayos X, por medio de fluoroscopía que es un estudio dinámico. Se observa como en una película cómo avanza el medio de contraste y dibuja la vía biliar o pancreática. Permite determinar su anatomía y detectar deformidades, presencia de cálculos, de tumores o de estrecheces. 
Si se detecta alguna anormalidad, con frecuencia se pasa a la fase terapéutica.

## Terapéutica endoscópica
Enfermedades como los cálculos de la vía biliar, los tumores de la vía biliar y pancreática, las obstrucciones postquirúrgicas, los pseudoquistes del páncreas, la disfunción del esfínter de Oddi y el páncreas divisum son candidatos a terapéutica endoscópica por medio de la CPRE.
Los procedimientos que se realizan con mayor frecuencia son:
- Papilotomía o esfinterotomía: Se realiza con una cánula que tiene un hilo cortante en su punta llamado papilotomo. Consiste en cortar las fibras del esfínter ubicado en el ámpula de Vater, llamado esfínter de Oddi. Es de utilidad en la mayoría de patologías arriba mencionadas, ya que permite la introducción de otros instrumentos terapéuticos y además facilita la extracción de cálculos biliares.
- Barrido con balón: Es de utilidad para extraer los cálculos de la vía biliar. Se introduce una cánula que tiene un balón inflable en su punta. El balón pasa estando desinflado y se coloca distal a la piedra, entonces se infla y con esto se empuja la piedra extrayéndola.
- Barrido con canasta: Es similar al barrido con balón, pero consiste en una canasta que se abre en la vía biliar y se manipula hasta colocar el cálculo en su interior. Una vez colocada se cierra para atrapar la piedra y luego se extrae.
- Litotripsia: De manera similar, se captura la piedra con la canasta, solo que se ejerce presión sobre la piedra hasta desintegrarla para luego poderla extraer. Es de utilidad en los cálculos de mayor tamaño que no pueden ser extraídos en una pieza a pesar de la esfinterotomía.
- Dilatación: Se usa en vía biliar y en vía pancreática, tanto en estrecheces benignas (postquirúrgicas, traumáticas) como en malignas (colangiocarcinoma, cáncer de la cabeza del páncreas). Se utilizan dilatadores inflables o de diámetro creciente. Posterior a la dilatación suele colocarse un stent en el área estrecha que mantiene la permeabilidad de la vía.
- Colocación de stents: El stent es un tubo plástico o de metal cuya función es permitir el drenaje de la vía donde se coloque. Se usa en tumores y en estrecheces benignas. Los plásticos son temporales y se eliminan meses o días después, los metálicos son permanentes y por tanto, solo se usan en neoplasias (procesos tumorales) comprobadas con fines terapéuticos y selectivos finales.

## Complicaciones
Es un procedimiento seguro, sin embargo no está exenta de complicaciones. La más frecuente es la inflamación del páncreas también conocida como pancreatitis aguda tras el procedimiento CPRE. Suele ser provocada por la inyección de medio de contraste a la vía biliar o por el edema del esfínter que impide un drenaje adecuado del jugo pancreático. Se presenta en un 6 % de todas las CPRE. Algunos factores aumentan su incidencia como una vía biliar no dilatada, el ser mujer, el ser joven, la canulación dificultosa y la realización de esfinterotomía.
Otras complicaciones menos frecuentes, pero potencialmente más peligrosas son la perforación intestinal, el sangrado y la inflamación y/o infección de los conductos hepáticos y biliares.
También se agregan las complicaciones relacionadas con la sedación del paciente y no con el procedimiento como son la broncoaspiración y el paro respiratorio.
Todas las complicaciones pueden ser tratadas y constantemente hay nuevas opciones para disminuir algunas como la pancreatitis post CPRE.
- Datos: Q637883
- Multimedia: Endoscopic retrograde cholangiopancreatography / Q637883